# Дионисий Сянос
Дионисий (на гръцки: Διονύσιος, Дионисиос) е гръцки духовник, петренски епископ  на Вселенската патриаршия от 1830 година до 1854 година.

## Биография
Роден е в голямото влашко село в Олимп Ливади, затова носи прякора Ливадиотис (Λιβαδιώτης), тоест Ливадчанин. Около 1830 година е ръкоположен за олимпийски петренски епископ. Умира на 4 май 1854 година.